# Never Let the Bastards Wear You Down
Pour la phrase, voir Illegitimi non carborundum.
Never Let the Bastards Wear You Down est un album solo par Dee Snider sorti en 2000.

## Titres
1. "Hardcore (Lemmy's song)" - 4:06 - (D.Snider)
2. "Call My Name" - 2:58 - (D.Snider)
3. "Our Voice Will Be Heard" - 2:59 - (D.Snider)
4. "Isn't It Time" - 4:33 - (D.Snider, B.Torme)
5. "Cry You A Rainbow" - 5:00 - (D.Snider, B.Torme)
6. "The Wanderer" - 4:54 - (E.Maresca)
7. "Uh Uuh Uuh" - 3:53 - (D.Snider, B.Torme)
8. "Desperado" - 3:55 - (D.Snider, B.Torme)
9. "Sometimes You Win" -3 :53 - (D.Snider, B.Torme)
10. "Ride Through The Storm" - 4:21 - (D.Snider, B.Torme)

## Formation
- Dee Snider - Chants
- Tony Palmucci - Guitare
- Dan McCafferty - Guitare
- Derek Tailer - Basse
- A.J. Pero - Batterie